# 張緒 (南朝)
張緒（422年—489年），字思曼，吴郡吴县（今江苏省苏州市）人，中国南北朝刘宋、南齐官僚、学者。

## 生平
出身江东大族，金紫光禄大夫張茂度（名张裕，張邵之兄）之孫，太子中舍人張演之子。年少以清简寡欲知名。叔父張鏡说：「这个孩子，是现在的乐广」。揚州征召为議曹从事，举秀才。历任建平王護軍主簿、右軍法曹行参軍、司空主簿、撫軍南中郎二府功曹、尚書倉部郎。都令史询问郡县上納米粮之事，張緒萧然直视都令史，不以经怀。之后历任巴陵王文学、太子洗馬、北中郎参軍、太子中舍人、吴郡中正、車騎从事中郎、中書郎、揚州治中、黄門郎。
宋明帝每次见到張緒，感叹他清新淡雅。張緒历任太子中庶子、揚州大中正，转任司徒左長史。吏部尚書袁粲劝明帝「臣見張緒有正始遺風，可以担任宮職」。張緒再任太子中庶子，兼翊軍校尉。受散騎常侍，兼長水校尉。兼侍中，擢升为吏部郎，参掌官吏选举。宋后废帝元徽元年（473年），退任東宮官。他推荐王俭为秘書丞。受侍中。
袁粲、褚淵輔政，張緒出任吴郡太守。后来任祠部尚書，再兼中正。转任太常，加散騎常侍。兼始安王師。昇明二年（478年）担任蕭道成属下太傅長史，加征虜将軍。昇明三年（479年），蕭道成为齐王，建齐国，張緒受位散騎常侍、世子詹事。同年（建元元年），蕭道成即帝位，建立齐朝，張緒转任中書令。蕭道成以張緒名望之重，深表敬意。張緒加号驍騎将軍。蕭道成想要任用張緒为尚書右僕射，王俭表示反对。建元四年（482年），立国学，張緒担任太常卿，兼国子祭酒。張緒擅长研究《周易》，博学深思，言精理奥，为一时宗主。
齐武帝即位，張緒转任国子祭酒、吏部尚書。永明元年（483年）張緒受位金紫光禄大夫，兼太常。永明二年（484年），兼南郡王師，加給事中。永明三年（485年），转任太子詹事。長沙王蕭晃想要任用吴兴人聞人邕为揚州議曹，請託張緒，張緒不許。永明七年（489年），兼国子祭酒。口中不谈财利，有财都散给故旧。一天不能吃饭食，不久去世。享年六十八岁。追贈散騎常侍、特進、金紫光禄大夫，諡簡子。

## 子女
- 張克（元徽年間担任正員郎，因罪禁錮）
- 張允（永明年間担任安西功曹，因为通姦、殺人之罪，伏法）
- 張充（永明元年担任武陵王友，给尚书令王俭写信辞旨激扬，受到御史中丞到㧑弹劾，免官禁錮）

## 张绪柳
刘悛之为益州刺史，献蜀中柳树数株，枝条甚长，好像丝缕。当时旧宫芳林苑始成，齐武帝種在太昌灵和殿前，赏玩时说：“此杨柳风流可爱，似张绪当年时。”见赏如此。”“张绪柳”又作“风流张绪”、“张绪风流”、“灵和柳”。本指风流可爱的张绪，后多以形容垂柳轻盈柔美，飘逸多姿，柳条轻盈柔美的姿态。泛指清雅绰约的枝木。后以此典形容人仪态潇洒。
- 唐朝李山甫《柳》诗之四：“假饶张绪如今在，须把风流暗里销。”
- 牛峤《杨柳枝》其三：“桥北桥南千万条，恨伊张绪不相饶。”
- 宋朝毛滂《蓦山溪·杨花》词：“墙阴苑外，一片落谁家。叶依依，烟郁郁，依旧如张绪。”
- 杜安进《行香子》词：“黄金叶细，碧玉枝纤。初暖日、当乍晴天。向武昌溪畔，于彭泽门前。陶潜影，张绪态，两相牵。”
- 刘一止《柳梢青》：“柳汀烟暮，常记岸帻，风流张绪。”
- 陆游《小园竹间得梅一枝》：“梦魂不接庄周蝶，心事肯付张绪柳。”
- 赵文《瑞鹤仙·刘氏园西湖柳》：“旧日晴丝恨缕，风流似张绪。”
- 赵功可《氐州第一·次韵送春》：“可惜风流，三生杜牧，少年张绪。”
- 陈允平《芳草渡》：“市桥细柳，尚不减，少年张绪。”
- 刘辰翁《念奴娇》：“枯寒生晚，复何似，张绪少年时意。”

## 延伸阅读
[在维基数据编辑]
 《南齊書/卷33》，出自萧子显《南齊書》
 《南史/卷31》，出自李延壽《南史》